# Child's Christmas in Wales
„Child's Christmas in Wales“ je píseň velšského hudebníka a skladatele Johna Calea. Pochází z jeho třetí sólové desky Paris 1919, jež vyšla v roce 1973. Název písně pochází ze sbírky prózy Dylana Thomase nazvané A Child's Christmas in Wales. Právě podle části textu této písně bylo pojmenováno Caleovo kompilační album Seducing Down the Door. Jde o píseň v uptempové náladě s výrazným klavírem a varhanami doplněnými slide kytarou, ve které Cale vzpomíná na své dětství ve Walesu. Autorem písně, hudby i textu, je sám Cale. Producentem původní nahrávky byl Chris Thomas. Píseň „Child's Christmas in Wales“ byla zařazena do knihy 1001 písní, která musíte slyšet, než umřete. Americká kapela Superchunk nahrála v roce 2010 coververzi této písně. Londýnský producent Nathan Jenkins, známý jako Bullion, nahrál svou verzi písně v roce 2015. Píseň byla součástí kompaktního disku tehdy aktuálního čísla časopisu Mojo.